# Operacja Tiderace
Operacja Tiderace – działania brytyjskie zmierzające do odebrania Singapuru z rąk japońskich w roku 1945. Na czele sił alianckich stał admirał Louis Mountbatten, naczelny dowódca sił sprzymierzonych w Azji Południowo-Wschodniej. Operacja Tiderace była prowadzona równolegle z operacją operacją Zipper, której celem było wyzwolenie Półwyspu Malajskiego.

## Tło operacji
Gdy 9 sierpnia 1945 roku wojska radzieckie wkroczyły do Mandżurii, a Amerykanie przygotowywali się do inwazji na Wyspy Japońskie, Dowództwo Sił Alianckich w Azji Południowo-Wschodniej (SEAC) również przyjęło plan uderzenia na Malaje, któremu nadano kryptonim Zipper. Alianci, mając do dyspozycji ponad 100 000 żołnierzy, zamierzali zająć szturmem Port Swettenham i Port Dickson, a wsparcia z powietrza miało udzielać ponad 500 samolotów Royal Air Force. Uderzenie miało nastąpić 9 września, ale uprzedziła je kapitulacja Japonii.
Operację Tiderace miano rozpocząć wkrótce po ataku atomowym na Hiroszimę i Nagasaki. Naprędce przygotowano plan szybkiego zajęcia Singapuru, gdy tylko Japonia zaakceptuje postanowienia Deklaracji poczdamskiej z 26 lipca.
Wobec tego, że działania w ramach operacji Zipper przebiegały lepiej niż planowano, postanowiono znacznie zmniejszyć ich skalę; w rezultacie część sił została skierowana do działań w operacji Tiderace. Konwój zmierzający w stronę Singapuru składał się z około 90 jednostek, w tym dwóch pancerników: brytyjskiego „Nelson” i francuskiego „Richelieu”. Okrętem flagowym był krążownik ciężki „Sussex”. Fregata HMAS „Hawkesbury” była jedynym australijskim okrętem wojennym biorącym udział w tej operacji; eskortowała transportowiec ewakuacyjny „Duntroon”. W konwoju zmierzało do celu siedem lotniskowców eskortowych: „Ameer”, „Attacker”, „Emperor”, „Empress”, „Hunter”, „Khedive” i „Stalker”.
Siły japońskie w Singapurze składały się z 77 tysięcy żołnierzy, niszczyciela „Kamikaze” i dwóch krążowników, „Myōkō” i „Takao” (oba tak wcześniej uszkodzone, że mogły zostać użyte wyłącznie jako pływające baterie przeciwlotnicze). W Singapurze stały też na kotwicy dwa byłe niemieckie okręty podwodne, „I-501” i „I-502”.  Siły lotnicze, zarówno na Malajach jak i na Sumatrze, liczyły nie więcej niż 170 samolotów.

## Zajęcie Singapuru

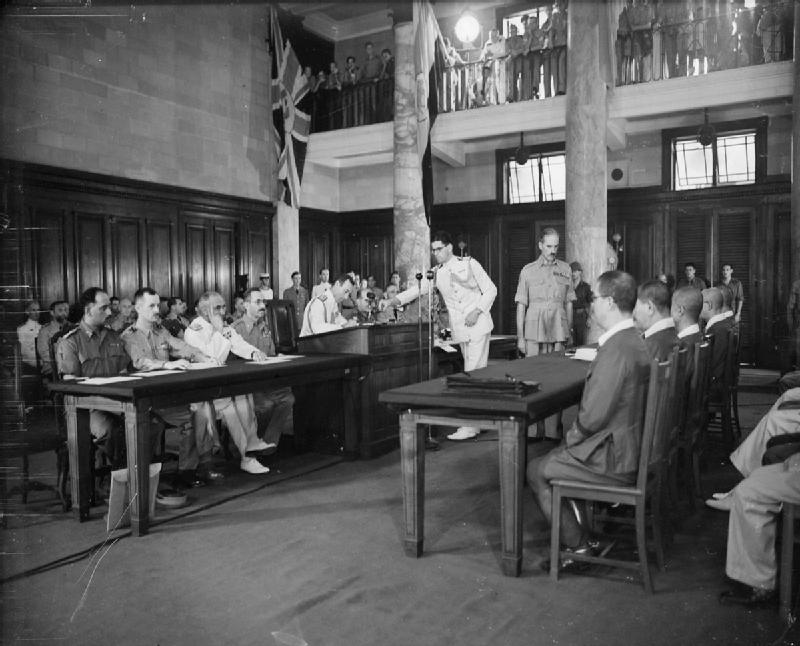
Admirał Mountbatten przyjmuje kapitulację w imieniu Wielkiej Brytanii

Operacja Tiderace rozpoczęła się 31 sierpnia, gdy lord Mountbatten wydał rozkaz flocie alianckiej wyjść z portów w Trincomalee i Rangunie celem zajęcia Singapuru. Flota nie była wyposażona w broń ofensywną, bowiem Mountbatten miał powód, by wierzyć, że Japończycy na Malajach i w Singapurze poddadzą się bez walki: 20 sierpnia generał Seishirō Itagaki, dowódca garnizonu w Singapurze, powiadomił Mountbattena, że zgadza się z decyzją cesarza i oczekuje na instrukcje co do warunków kapitulacji. 
Klęska Japonii była dla japońskiego dowództwa w Singapurze kompletnym zaskoczeniem. Wielu oficerów nie zamierzało się poddać, lecz walczyć do śmierci. Itagaki początkowo miał zamiar zlekceważyć rozkaz kapitulacji i wydał rozkaz 25 Armii (składowa 7 Grupy Armii broniąca Singapuru) stawić opór, gdy alianci się zjawią. Był nawet tajny plan wymordowania wszystkich jeńców alianckich na wyspie. Jednakże, trzy dni po radiowym przemówieniu cesarza z 15 sierpnia, Itagaki poleciał z Singapuru do Sajgonu, by przedyskutować sprawę z feldmarszałkiem Hisaichi Terauchim, dowódcą japońskiej Armii Południowej i wszystkich sił w Azji Południowo-Wschodniej. Terauchi przekonał Itagakiego, który wówczas wysłał depeszę do Mountbattena. Singapurskim gazetom zezwolono na druk tekstu cesarskiego przemówienia, co potwierdziło krążące po mieście informacje uzyskiwane wcześniej nielegalnie z nasłuchu brytyjskiego radia z Delhi.
Niewielka część floty alianckiej pojawiła się, w ramach operacji Zipper, 28 sierpnia u brzegów wyspy Penang. Gdy załoga wyspy poddała się bez oporu, flota ruszyła w kierunku Singapuru i w dniu 2 września weszła do cieśniny Malakka, by dwa dni później stanąć na redzie miasta, którego garnizon zachowywał się spokojnie. Jedyną stratę odnotował francuski pancernik „Richelieu”, który wszedł 9 września o godz. 7.44 na minę. Okręt ostatecznie dotarł 11 września w południe do Singapuru.
Generał Itagaki, wraz z wiceadmirałem Shigeru Fukudome i doradcami, został zabrany na pokład HMS „Sussex” zakotwiczonego w Cieśninie Keppela na rokowania kapitulacyjne. Nim do tego doszło między oficerami obu stron nastąpiło krótkie starcie: Japończyk miał zauważyć: spóźniliście się dwie godziny, na co padła szybka odpowiedź: my tu nie mamy czasu tokijskiego. Ze strony brytyjskiej rokowania prowadzili generałowie Philip Christison i Robert Mansergh. O godz. 18.00 Itagaki podpisał akt kapitulacji. Do niewoli dostało się około 77 000 żołnierzy w Singapurze i dalsze 26 000 na Półwyspie Malajskim.
Oficjalnego przyjęcia aktu kapitulacji dokonano 12 września w ratuszu, w którym to celu przyleciał do Singapuru Louis Mountbatten. Feldmarszałka Hisaichi Terauchiego, który wcześniej dostał zawału serca, reprezentował gen. Itagaki. W Singapurze powołano Brytyjski Zarząd Wojskowy, który miał władać miastem do 1946 roku, a Itagaki został odprawiony do Japonii, gdzie oczekiwały go proces i egzekucja za zbrodnie, jakich dopuścił się w czasie wojny.

## Reakcje Japończyków
Itagaki spotkał się z oficerami swego sztabu w punkcie dowodzenia w byłym Raffles College na kampusie Bukit Timah i powiedział, że mają ściśle przestrzegać instrukcji kapitulacyjnej i zachować pokój. Tej nocy, po zakrapianym sake przyjęciu pożegnalnym, 300 oficerów popełniło seppuku; oprócz tego, samobójstwo popełnił pluton żołnierzy, rozrywając się granatami.
Około 200 żołnierzy japońskich postanowiło przyłączyć się do partyzantki komunistycznej, z którą jeszcze kilka dni wcześniej walczyli, w nadziei, że będą mogli nadal bić się z Brytyjczykami. Wkrótce większość z nich wróciła, bo okazało się, że partyzanci z MPAJA, zbrojnego ramienia Komunistycznej Partii Malajów (KPM), nie mają zamiaru stawiać oporu Brytyjczykom.
Niektórzy jednak zostali w kryjówkach w dżungli u boku komunistów, a gdy Chin Peng z resztkami KPM zrezygnował w roku 1989 z dalszej walki, dwóch byłych żołnierzy japońskich wyszło z komunistami z dżungli i poddało się.

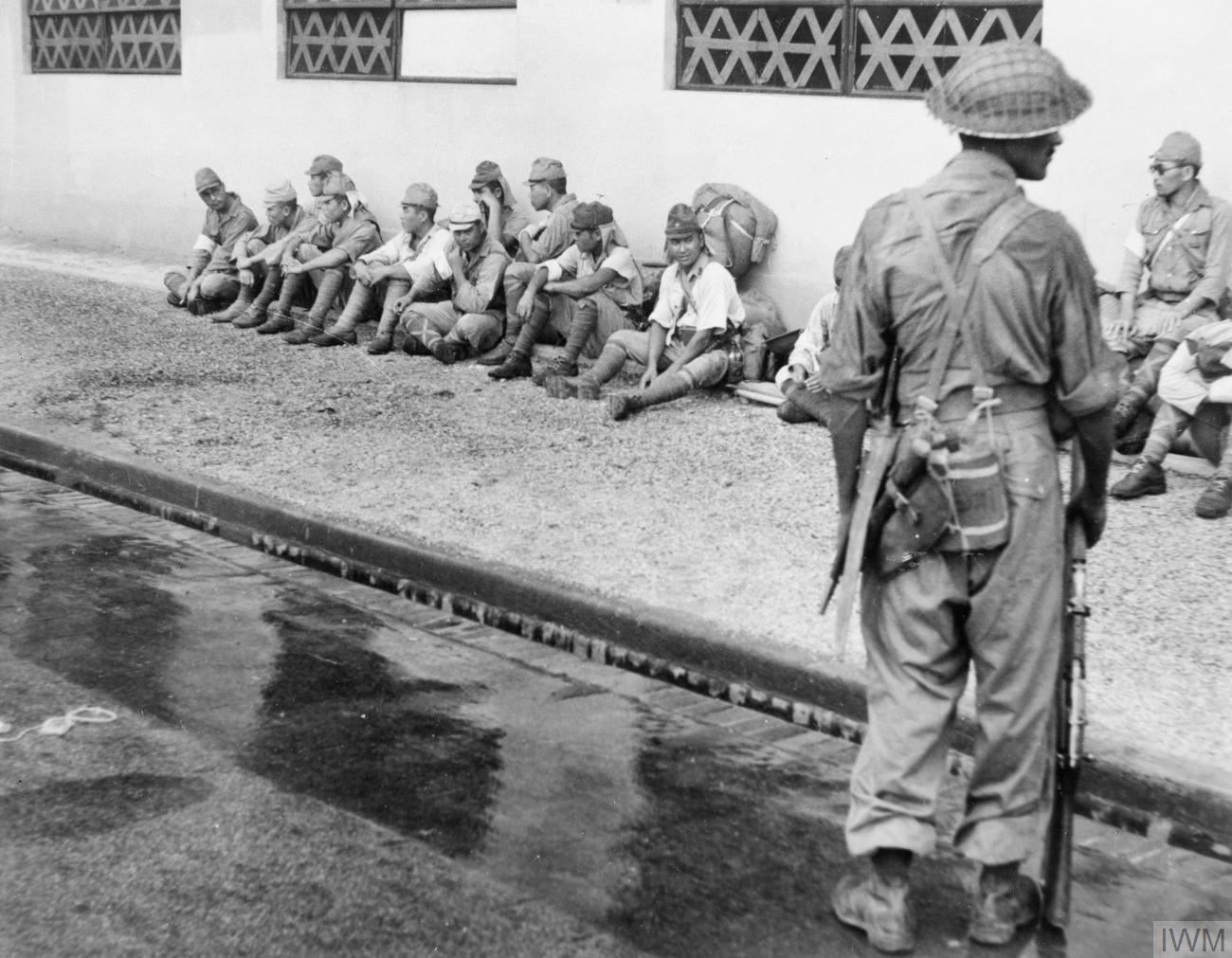
Jeńcy japońscy pilnowani przez hinduskiego żołnierza
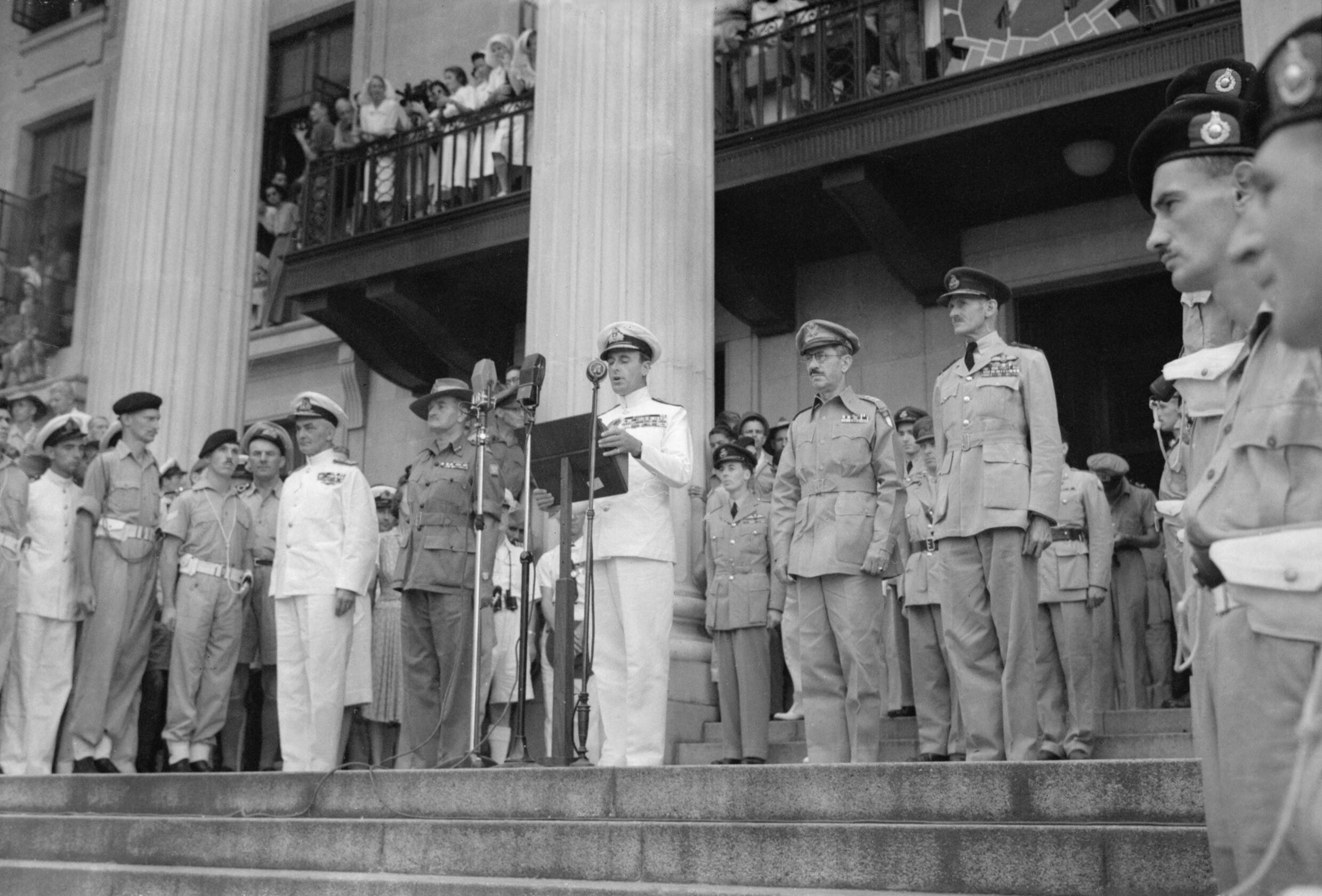
Mountbatten przemawia 12 września w Singapurze
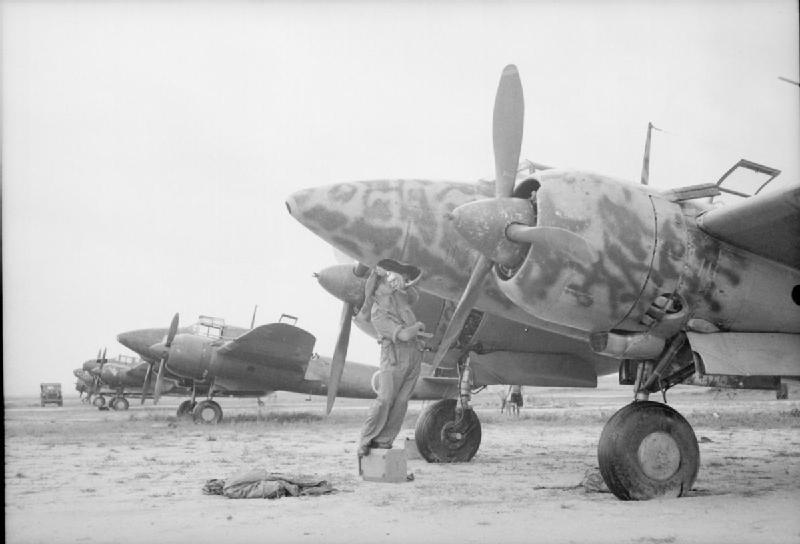
Samoloty Ki-45 Toryu na lotnisku Kallang
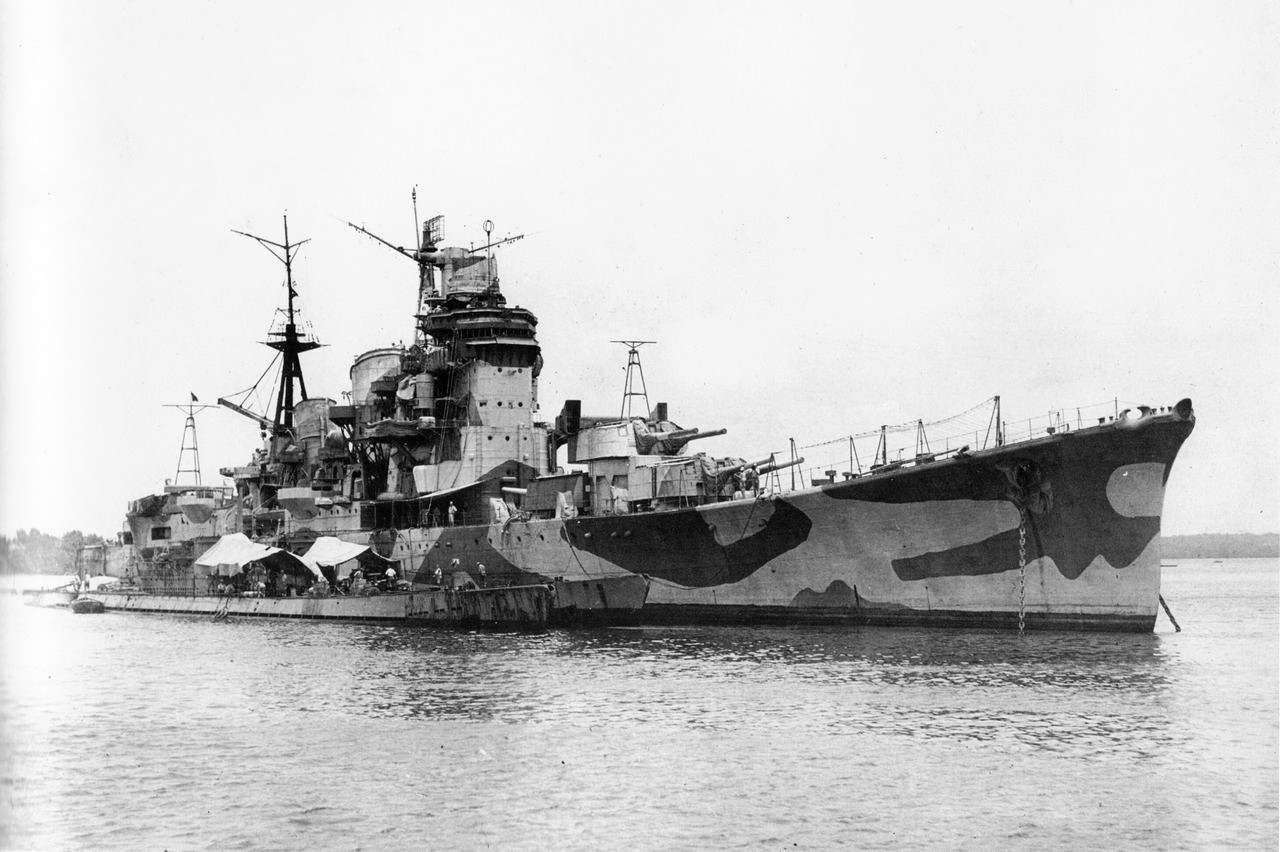
Japoński krążownik Myōkō i dwa okręty podwodne
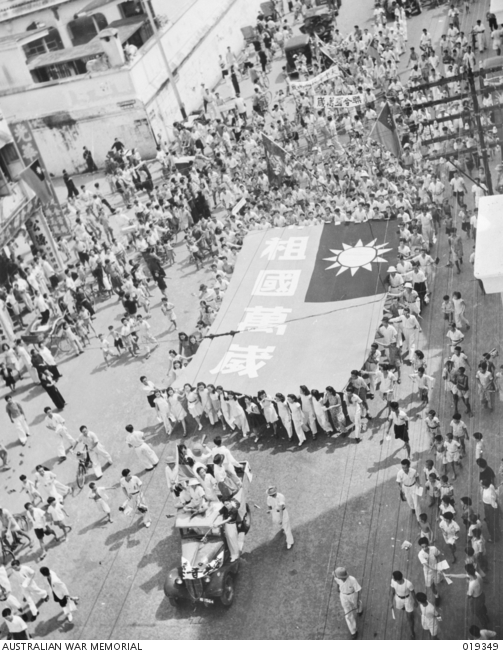
Chińscy mieszkańcy świętują zwycięstwo
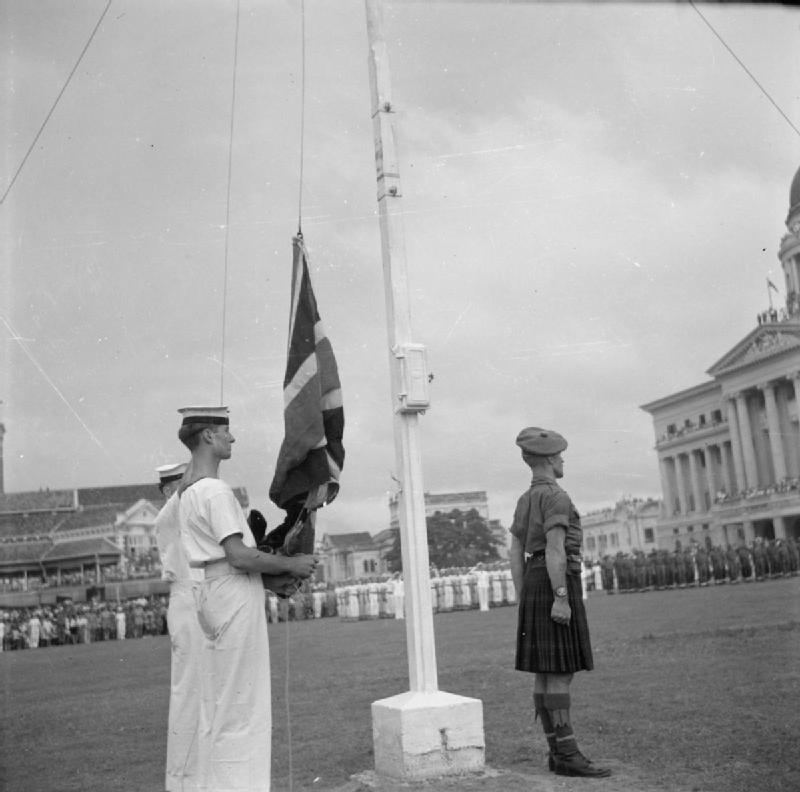
Podniesienie flagi brytyjskiej w Singapurze
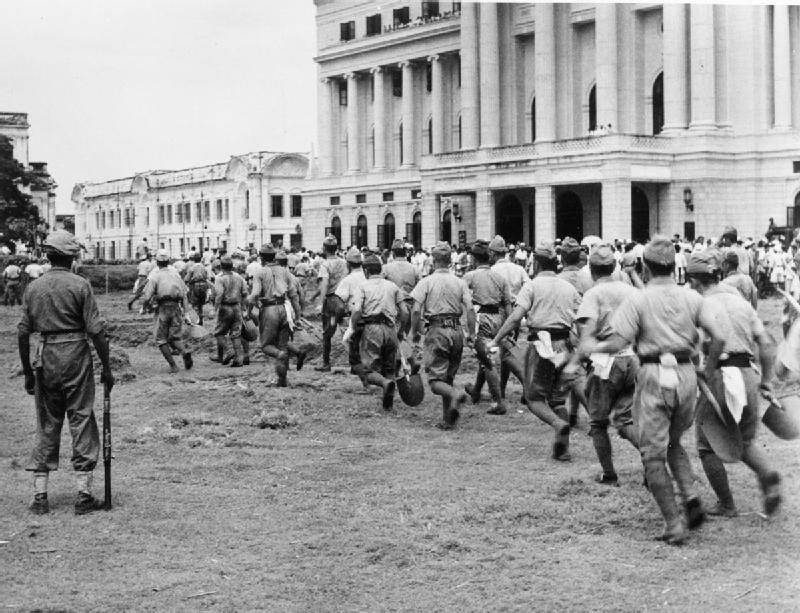
Jeńcy japońscy użyci do oczyszczenia ulic miasta
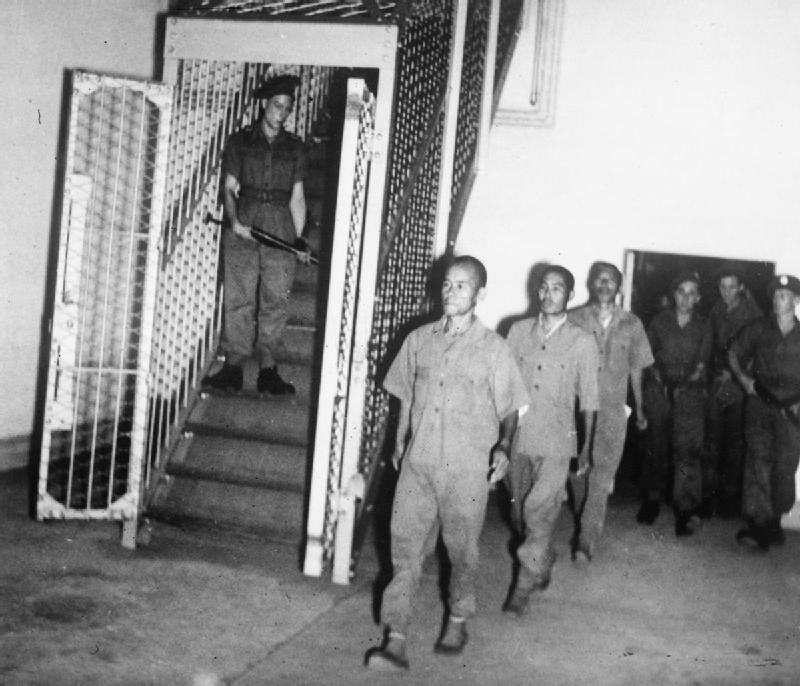
Trzej Japończycy oskarżeni o zbrodnie wojenne